# إدوارد ديفيس
إدوارد ديفيس (بالإنجليزية: Edward Davis)‏ هو شخصية أعمال أمريكي، ولد في 27 فبراير 1911 في شريفبورت في الولايات المتحدة، وتوفي في 3 مايو 1999 في ديترويت في الولايات المتحدة.